# Firefox per Android
Firefox per Android (nome in codice Fennec) è la versione di Mozilla Firefox per dispositivi smartphone e tablet dotati del sistema operativo Android. Firefox per Android usa Gecko come motore di rendering, lo stesso di Mozilla Firefox. Tra le caratteristiche principali si trova: il supporto a HTML5, Firefox Sync, add-ons e navigazione a schede.
Attualmente è disponibile per il sistema Android 5.0 e superiore.

## Caratteristiche
- Supporto dei tag dell'HTML5 <audio> e <video>
- 100/100 nel test Acid3

## Storia

### Lo sviluppo delle versioni 1.x
Inizialmente il browser era conosciuto con il nome in codice Fennec, derivato dal nome inglese della Vulpes zerda, una piccola volpe che abita il deserto del Nordafrica. Dalla beta 5 Fennec è stato rinominato Firefox Mobile, con lo stesso logo della versione desktop.

#### Nokia Maemo
Lo sviluppo di Mozilla Fennec per Nokia Maemo cominciò nel primo quadrimestre del 2008 con la release della prima Milestone il 4 aprile 2008 per poi continuare per tutto l'anno con la release delle seguenti versioni preliminari:
- Mozilla Fennec Milestone 1 – 4 aprile 2008
- Mozilla Fennec Milestone 2 – 9 maggio 2008
- Mozilla Fennec Milestone 3 – 30 maggio 2008
- Mozilla Fennec Milestone 4 – 20 giugno 2008
- Mozilla Fennec Milestone 5 – 11 luglio 2008
- Mozilla Fennec Milestone 6 – 25 luglio 2008
- Mozilla Fennec Milestone 7 – 19 agosto 2008

Dal mese di settembre 2008 Mozilla cominciò a distribuire le versioni di test ufficiali sebbene ancora preliminari.
Tali versioni, sebbene compatibili ancora solo con la piattaforma Nokia Maemo, vennero distribuite anche in versioni compatibili con Windows, Mac OS X e Linux.
- Mozilla Fennec Alpha 1 – 16 ottobre 2008[1]
- Mozilla Fennec Alpha 2 – 22 dicembre 2008[2]
- Mozilla Fennec Beta 1 – 27 febbraio 2009[3]
- Mozilla Fennec Beta 2 – 26 giugno 2009[4]
- Mozilla Fennec Beta 3 – 20 agosto 2009[5]
- Mozilla Fennec Beta 4 – 6 ottobre 2009[6]
- Firefox Mobile Beta 5 – 9 novembre 2009[7]
- Firefox Mobile Release Candidate 1 – 31 dicembre 2009
- Firefox Mobile Release Candidate 2 – 8 gennaio 2010
- Firefox per Nokia N900 Release Candidate 3 – 27 gennaio 2010

Dall'uscita della versione stabile per Nokia Maemo sono state distribuite le seguenti versioni:
- Firefox per Nokia N900 1.0 – 28 gennaio 2010[8]
- Firefox per Nokia N900 1.0.1 – 13 aprile 2010[9]

Dopo l'uscita della prima versione, è subito iniziato lo sviluppo della versione successiva, con la distribuzione delle seguenti versioni:
- Firefox per Nokia N900 1.1 Beta 1 – 28 aprile 2010[10]

La versione stabile è stata distribuita il 1º luglio 2010.

### Lo sviluppo della versione 4.0
Utilizza il motore di rendering Gecko 2.0, lo stesso in uso da Firefox 4. Originariamente nota come la versione 2.0, è stata rinominata in 4.0 per rimanere allineata alla controparte desktop. Le versioni di test distribuite sono:
- Firefox per Android e Nokia N900 2.0 Alpha 1 – 27 agosto 2010[12]
- Firefox per Android e Nokia N900 4.0 Beta 1 – 7 ottobre 2010[13]
- Firefox per Android e Nokia N900 4.0 Beta 2 – 4 novembre 2010[14]
- Firefox per Android e Nokia N900 4.0 Beta 3 – 22 dicembre 2010[15]
- Firefox per Android e Nokia N900 4.0 Beta 4 – 1º febbraio 2011[16]
- Firefox per Android e Nokia N900 4.0 Beta 5 – 23 febbraio 2011[17]
- Firefox per Android e Nokia N900 4.0 release candidate 1 – 22 marzo 2011[18]

Dall'uscita della versione stabile per Nokia Maemo sono state distribuite le seguenti versioni:
- Firefox per Android e Nokia N900 4.0 – 29 marzo 2011[19]
- Firefox per Android e Nokia N900 4.0.1 – 28 aprile 2011[20]

### Lo sviluppo della versione 5.0
Firefox per dispositivi mobili 5 utilizza il motore di rendering Gecko 5.0, chiamato così per uniformarlo al numero di versione del browser. È la prima versione mobile che viene sviluppata con il nuovo ciclo di sviluppo veloce. Questa versione introduce soprattutto numerose correzioni per migliorare la velocità, la stabilità e la sicurezza. In più aggiunge la compatibilità alla funzione "Do-Not-Track", già presente nella versione per desktop. Infine aggiunge il supporto al protocollo IPv6.

### Fennec su F-Droid
Il 1º febbraio 2015 è nato su F-Droid il fork di Firefox Mobile chiamato Fennec F-Droid. Questa versione, basata sempre dall'ultima versione di Firefox Mobile disponibile, permette di distribuire Firefox Mobile compilandola direttamente dal codice sorgente e rimuovendone alcune anti-funzionalità native come l'unità di crashreport automatico, la libreria mediastreaming (che dipende dal software non-libero Google Play Services), la funzionalità di auto-aggiornamento (il cui scopo è ridondante dato che esiste F-Droid) e il supporto ad alcuni contenuti DRM.
In F-Droid rimane tuttavia accessibile la versione ufficiale di Firefox Mobile, ma è l'unica di tutto il catalogo di F-Droid ad essere pre-compilata da terzi (Mozilla), invece che dal server-bot di F-Droid.

### Windows Mobile
L'11 febbraio 2009 Mozilla distribuì una versione preliminare di test compatibile con la piattaforma Windows Mobile, ottimizzata per HTC Touch Pro.
Seguirono le seguenti build di test:
- Mozilla Fennec Alpha 1 – 13 maggio 2009[27]
- Mozilla Fennec Alpha 2 – 26 giugno 2009[28]
- Mozilla Fennec Alpha 3 – 4 settembre 2009[29]
- Mozilla Fennec Alpha 4 – 19 febbraio 2010[30]

Il 22 marzo 2010 gli sviluppatori hanno deciso di bloccare lo sviluppo per questa piattaforma, limitato da diverse restrizioni.

### Symbian
Nel mese di dicembre 2008 Mozilla iniziò lo sviluppo di Fennec in versioni compatibili con la piattaforma Symbian S60. Attualmente la versione Symbian risulta abbandonata.

### Firefox Focus
Firefox Focus pubblicato nel 2017, è una versione di Firefox incentrata interamente sulla privacy, in quanto ha integrato il blocco Tracking, degli annunci e non mantiene la cronologia di navigazione. 

### Adattamento della numerazione
Dal 26 giugno 2012 i numeri di versione seguono il passo della controparte desktop del browser. Sì è saltato così dalla versione 10.0.5 alla 14.0.